# Dan Crowley
Daniel James Crowley (Brisbane, 28 de agosto de 1965) es un exjugador australiano de rugby que se desempeñaba como pilar.

## Selección nacional
Fue convocado a los Wallabies por primera vez en julio de 1989 para enfrentar a los British and Irish Lions que se encontraban de visita por el país. Disputó su último partido en noviembre de 1999 frente a Les Bleus, en total jugó 55 partidos y marcó un try (5 puntos).

### Participaciones en Copas del Mundo
Disputó tres Copas del Mundo: Inglaterra 1991 resultando campeón, Sudáfrica 1995 cayendo en cuartos de final y Gales 1999 donde se consagró nuevamente campeón y se retiró del seleccionado.
| Mundial                       | Sede       | Resultado        | PJ | Tries |
| ----------------------------- | ---------- | ---------------- | -- | ----- |
| Copa Mundial de Rugby de 1991 | Inglaterra | Campeón          | 1  | 0     |
| Copa Mundial de Rugby de 1995 | Sudáfrica  | Cuartos de final | 2  | 0     |
| Copa Mundial de Rugby de 1999 | Gales      | Campeón          | 4  | 0     |

## Palmarés
- Campeón del South Pacific Championship de 1992.
- Campeón del Super 10 de 1994 y 1995.